# Tisdagsklubben

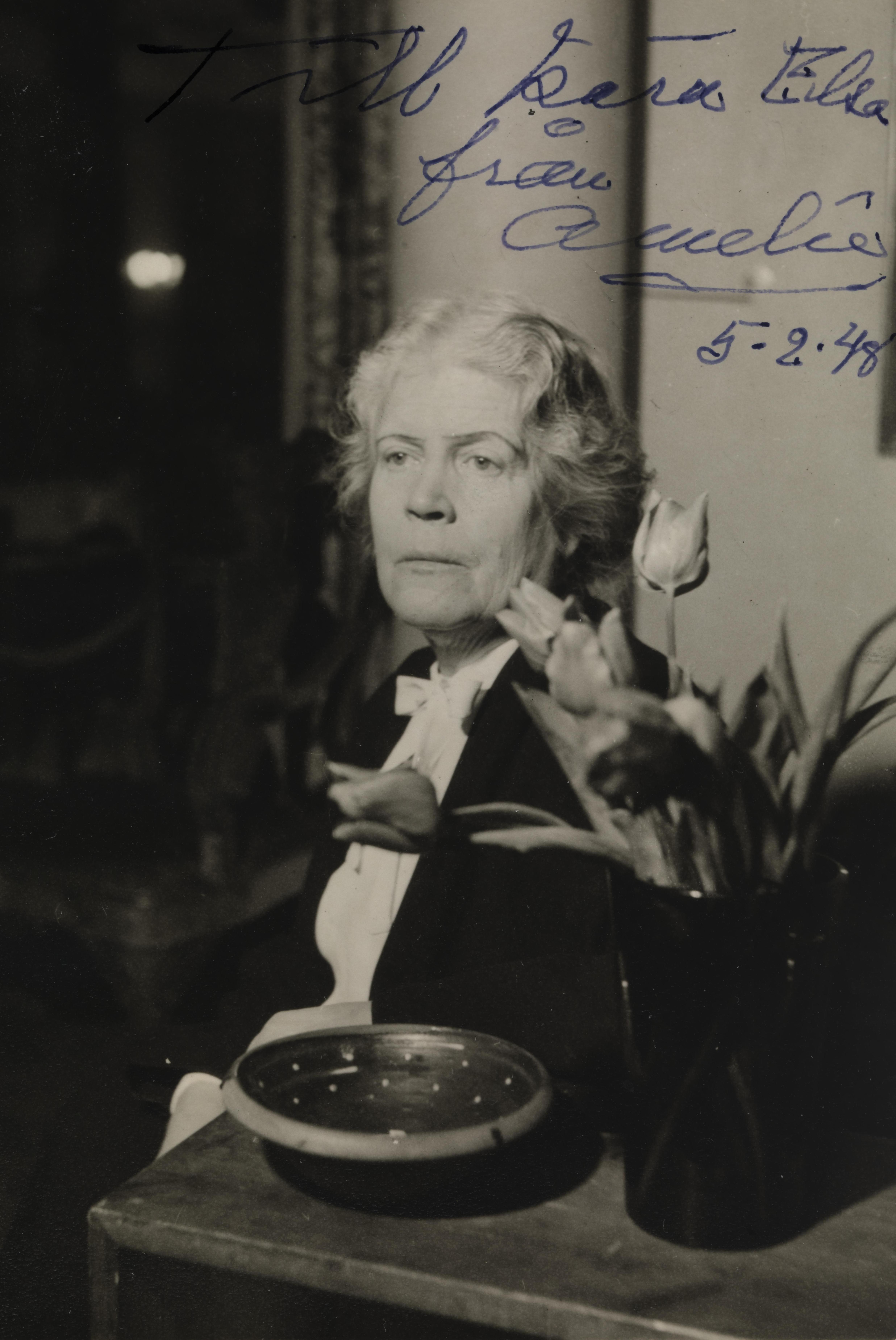
Grundaren Amelie Posse. Foto taget ca 1948.

Tisdagsklubben var en svensk hemlig antinazistisk sammanslutning som grundades under andra världskriget av författaren Amelie Posse. Till klubbens verksamhetsområden hörde föreläsningar, diskussioner och påverkansarbete, men det främsta syftet var att förbereda för en motståndsrörelse vid en eventuell tysk ockupation. Många kända journalister, författare och politiker deltog i sammanslutningen, bland andra Ivar Harrie, Pär Lagerkvist, Vilhelm Moberg, Alva och Gunnar Myrdal, Ture Nerman, Bertil Ohlin, Marika Stiernstedt, Gustaf Stridsberg, Harald Wigforss och Anders Örne. Gemensamt var att de alla var övertygade antinazister och kritiska till den dåvarande samlingsregeringens eftergiftspolitik gentemot Nazityskland, men i övrigt hade klubben en bred ideologisk bas med såväl socialistiska, liberala som konservativa medlemmar. Av taktiska skäl fick varken icke-nordiska utlänningar eller judar besöka mötena.
Klubbens första möte hölls den 9 april 1940, vilket råkade vara samma dag som Tyskland ockuperade Danmark och anföll Norge. Sammanträdena ägde rum på tisdagar, vilket gav klubben dess namn. De hölls på Smålandsgatan 20 i Stockholm, men klubben hade även filialer i Göteborg, Malmö och Uppsala. Klubben hölls hemlig på så sätt att allmänheten inte hade tillträde till mötena. Under hela dess existens var klubben övervakad av polisen och säkerhetstjänsten, och dess medlemmar avlyssnades och registrerades.  Klubben var aktiv fram till april 1945, strax innan krigsslutet.

## Bakgrund

### Amelie Posses upplevelser i Tjeckoslovakien
Tisdagsklubbens grundare Amelie Posse föddes 1884 i Stockholm och tillhörde den grevliga ätten Posse. Hennes farfar Arvid Posse var svensk statsminister 1880–1883. Efter ett misslyckat äktenskap med juristen Andreas Bjerre gifte hon sig 1915 med den tjeckiske konstnären Oskar "Oki" Brázda. Paret bosatte sig i Rom där de engagerade sig i kampen för en självständig tjeckoslovakisk stat. Trots sitt stöd för ententen blev de som medborgare i Österrike-Ungern misstänkliggjorda i Italien och internerades på Sardinien. Efter krigets slut och Tjeckoslovakiens självständighetsförklaring fick paret 1925 köpa det medeltida godset Líčkov, cirka 8 mil väster om Prag, till ett förmånligt pris. Till slottet bjöd paret in konstnärer, intellektuella och politiska aktivister från Sverige, Tjeckoslovakien och övriga Europa. Däribland fanns de tjeckoslovakiska presidenterna Tomáš Garrigue Masaryk och Edvard Beneš samt prins Eugen, en god vän till familjen Posse och sedermera antinazistisk allierad till Amelie Posse. Hon trivdes i Tjeckoslovakien, men samtidigt blev situationen i landet allt mer orolig. Líčkov var beläget i Sudetenland, den del av landet som hade en tysktalande majoritetsbefolkning. Efter Hitlers maktövertagande i Tyskland 1933 började allt fler av sudettyskarna förespråka annektering till Tyskland, och det nazistiska partiet Sudetendeutsche Partei bildades.

#### Pacifism

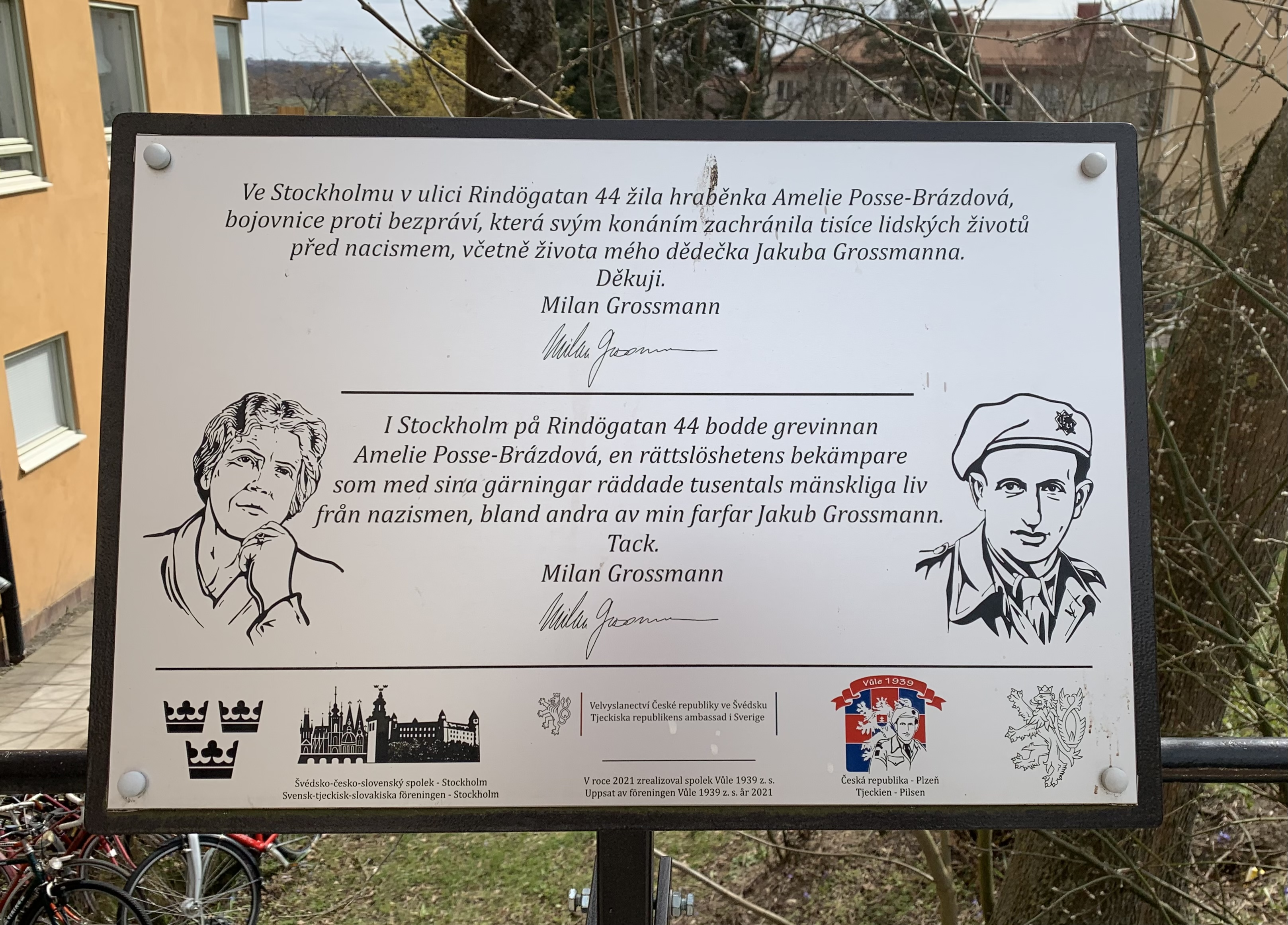
Minnesmärke över Amelie Posses arbete för att rädda flyktingar under andra världskriget, beläget vid Posses gamla bostad på Rindögatan 44 i Stockholm.

Amelie Posse var under denna period påverkad av pacifistiska strömningar. Hon blev 1933 god vän med radikalpacifisten Elin Wägner, då Posse tillbringade en tid på Kvinnliga medborgarskolan vid Fogelstad som gästföreläsare. Amelie Posse inspirerades av Wägners tankar och idéer. I juni 1935 skrev Posse artikeln "SOS – en kampsignal" som publicerades i Fogelstadgruppens tidning Tidevarvet. I artikeln varnade hon för Tysklands utveckling av kemiska vapen och att skyddsrum och källare inte skulle räcka åt alla om dessa vapen skulle användas i krig. Hon oroade sig också för att hennes två söner riskerade dödas i krig. Posse hade inget hopp om att männen skulle kunna säkra freden, utan vände sig istället till världens kvinnor att organisera motstånd. SOS-artikeln inspirerade Tidevarvet att den 3 augusti 1935 publicera en protest mot upprustningen med namnet "Kvinnornas vapenlösa uppror". Uppropet, som skickades ut i 80 000 exemplar med Posses artikel som bilaga, uppmanade kvinnorna att stå upp mot kriget, bland annat genom att vägra använda gasmasker och skyddsrum vid ett potentiellt gaskrig som protest mot detta systems ojämlikhet. Målet med uppropet var att genom samarbete med internationella kvinnoorganisationer få till en resolution till Nationernas Förbund. Denna mission misslyckades, även om Tidevarvsgruppen genom Amelie Posses kontakter lyckades få audiens med Tjeckoslovakiens nyblivna president Edvard Beneš. Han förklarade senare för Posse att han sympatiserade med uppropets ambitioner, men att det nazistiska hotet gjorde en tjeckoslovakisk nedrustning omöjlig. Hon blev alltmer av uppfattningen att ett krig var oundvikligt och började vackla i sin pacifistiska ställning. Posses pacifistiska period fick ett definitivt slut när hon i december 1935 mottog en check på en stor summa pengar. Hon förstod att någonting var fel och lyckades efter närmare undersökningar komma fram till att pengarna kom från den tyska legationens propagandaavdelning. Denna episod övertygade henne att pacifismen endast spelade nazisterna i händerna, och att det nazistiska hotet endast kunde besegras med vapen.
Efter Münchenöverenskommelsen 1938, då Tjeckoslovakien tvingades ge Sudetenland till Tyskland, skilde sig Amelie Posse och Oki Brázda. Deras relation hade försämrats under ett antal år, och Amelie Posse visste också att hennes uttalade motstånd mot nazisterna gjort Gestapo intresserade av henne. Genom att skilja sig hoppades de att Oki Brázda skulle kunna behålla Líčkov vid en tysk ockupation. Hon flyttade till Prag där hon började hjälpa tjeckiska judar och antinazister att fly landet. I mars 1939 inledde tyskarna sin invasion av resten av Tjeckoslovakien. Genom en vän som arbetade på tjeckiska utrikesdepartementet fick Amelie Posse nys om invasionen i förtid, och hon började förbereda sin flykt. Posse var inte längre svensk medborgare men genom sin vänskap med prins Eugen lyckades hon snabbt inleda en process för att återfå sitt medborgarskap. I början av april 1939 anlände hon i Stockholm efter 20 år på kontinenten. Under samma period fick hennes söner Slávo och Jan uppehållstillstånd i Sverige. Även i Sverige engagerade Posse sig i de tjeckoslovakiska flyktingarnas sak och mot nazismen. Strax innan hon lämnade Prag blev Posse svenskt ombud för Nansenhjälpen, en flyktingorganisation startad av norrmannen Odd Nansen som engagerade sig i att hjälpa statslösa flyktingar i Centraleuropa. Hon deltog bland annat i en kampanj för att Sverige skulle inrätta transiteringsläger för judiska flyktingar, och förde förhandlingar med utrikesminister Rickard Sandler och socialminister Gustav Möller om att ta emot ett hundratal personer. Denna aktion omöjliggjordes dock av krigsutbrottet.

### Brun Marin

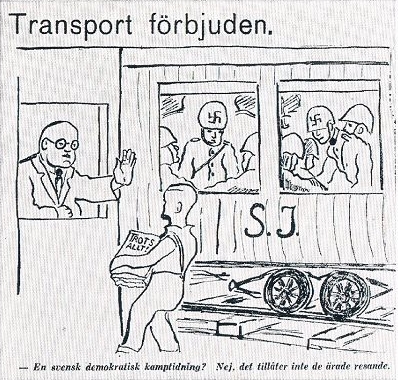
Satirteckning över transportförbudet för Trots Allt!, gjord av Ivar Starkenberg.

Amelie Posses son Slávo Brázda blev 1939 informerad av en vän till Posse om misstänkt nazistisk aktivitet på Bellmansgatan i Stockholm. Han bröt sig in och fann där bland annat nazistiska föreningsmärken, armbindlar med hakkors, batonger, patronhylsor och diverse handlingar. Handlingarna visade sig innehålla medlemsregister för nazistpartiet Svensk socialistisk samling (SSS) samt beskrivningar av en rörelse av nazistiska celler inom den svenska marinen. Rörelsen kallade sig "Brun Marin – Flottans framtid" och fanns representerad i såväl Stockholm, Göteborg, Malmö och Karlskrona. I Stockholm leddes Sektion Skeppsholmen av högbåtsman Emanuel "Manne" Fornander. Svenska marinen var vid denna tid starkt tyskvänlig, något som bland annat visade sig då marinchefen Fabian Tamm tillsammans med andra officerare samt representanter från Svensk-tyska föreningen och Samfundet Manhem medverkade i den svenska delegation som uppvaktade Adolf Hitler på hans 50-årsdag 1939. Posse bestämde sig för att lämna kopior av handlingarna Slávo hittat till överståthållare Torsten Nothin, vars närmste man Eric Hallgren var chef över Allmänna säkerhetstjänsten, föregångaren till Säpo, samt statsråd Gustav Möller, som i egenskap av socialminister var landets högsta polisinstans. Trots de uppseendeväckande uppgifterna upplevde Slávo och Amelie inget gensvar från polisen. Istället publicerades delar av Slávos material i Ture Nermans tidning Trots allt! den 20 och 27 april 1940 med titeln Sveriges Flotta Förråddes. Nerman kastade också misstankar mot höga marinofficerare, däribland amiralen Hans Simonsson som beskrevs som "utpräglad sympatisör till Nazi-Tyskland". Även amiralen Claes Lindsström, som 1937 medverkade i den officersdelegation som besökte nazistpartiets partidagar i Nürnberg, pekades ut som nazistsympatisör. Som konsekvens av publiceringen om Brun Marin åtalades Ture Nerman för landsförrädisk verksamhet. Han friades, men spridningen av Trots Allt! begränsades genom transportförbud. Anklagelserna mot Simonsson och Lindsström stärktes efter kriget av kommendörkaptenen tillika tisdagsklubbsmedlemmen Emil Boldt-Christmas, som i sin bok Voro vi neutrala även anklagade Fabian Tamm och Anders Forshell, marinattaché i Berlin 1938–1942, som tysksympatisörer. Enligt Boldt-Christmas hade Tamm, Simonsson och Lindsström även varit initiativtagare till att tyska ubåtsofficerare utbildats vid det svenska ubåtsvapnet 1932, trots det faktum att Tyskland enligt Versaillesfördraget förbjöds ha ubåtar. Han lyfte även marinchef Tamms personliga vänskap med den tyska storamiralen Erich Raeder, och menade att särskilt Simonsson uttryckt "sympatier icke blott för den tyska saken utan även för nationalsocialismen som ideologi". På grund av sina anklagelser överfördes Boldt-Christmas 1946 till avgångsstat, vilket innebar att han fick lön utan att arbeta fram till sin pensionering.

### Antinazistiska organisationer
Under 1930- och 40-talen fanns en rad antinazistiska organisationer i Sverige. Deras syfte, ideologiska bas och effekt varierade, samtidigt som medlemskapen överlappade med varandra. En av de första var Föreningen Kulturfront, som bildades 1935 som en utpräglat antinazistisk organisation som även gav ut en tidning. Enligt tidens idé om folkfronter för att stå emot fascismen bestod föreningen av både socialdemokrater och kommunister. De ideologiska skillnaderna visade sig dock för stora och Kulturfront splittrades 1938 på grund av meningsskiljaktigheter kring Stalins utrensningar i Sovjetunionen. En ny organisation med namnet Antifascistisk samling bildades kort därefter. Antifascistisk samling fick snabbt spridning och hade i maj 1939 totalt 25 000 medlemmar över hela landet. Likt Föreningen Kulturfront var den tydligt vänsterbetonad och bestod av socialdemokrater, syndikalister samt kommunister. De lyckades lägga åsiktsskillnaderna åt sidan fram till november 1939, då Molotov-Ribbentrop-pakten mellan Sovjetunionen och Nazityskland undertecknades. De Moskvatrogna kommunisterna uteslöts och återstoden bildade Förbundet kämpande demokrati. Kämpande Demokrati leddes av tidningen Trots allt!:s grundare Ture Nerman, och hade täta band till tidningen. Likt Antifascistisk samling vände de sig främst till arbetare. Av de antinazistiska organisationerna under kriget lyckades Förbundet Kämpande Demokrati bäst sett till medlemstal och bildandet av filialer ute i landet. Som mest hade förbundet över 2 000 medlemmar i 25 lokalavdelningar.
En annan organisation var Samfundet Nordens Frihet. Nordens Frihet bildades som en reaktion av finska vinterkriget och var tätt sammanlänkad med Finlandskommitén som organiserade det militära stödet till Finland. Under vinterkriget var Nordens Frihet en tydligt högerpräglad organisation där även en del nazister inräknades. Efter invasionen av Norge och Danmark 9 april ändrades föreningens syfte och medlemssammansättning då de mer pronazistiska elementen försvann. Nordens Frihet gav även ut en tidning med Harald Wigforss som chefredaktör.

Dessa organisationer var inflytelserika men saknade en bred ideologisk bas och ett tydligt antinazistiskt syfte. Samtidigt var Posse orolig över den likgiltighet inför nazismen som många svenskar hade. Hon ansåg sig sett samma inställning i Tjeckoslovakien innan den tyska invasionen. I början av 1940 var hon säker på att även Sverige skulle invaderas. Bland annat hade hon fått varningar från den tjeckoslovakiska presidenten i exil och från tyska flyktingar om att tyskarna förberedde angrepp norrut med stora truppsamlingar i de tyska hamnstäderna. Posses upplevelser i Tjeckoslovakien och det ointresse myndigheterna visat för Slávos information gjorde henne övertygad att något behövde göras för att förhindra nazisterna att ta över Sverige. 
Jag kände igen de farliga symptomen och grubblade natt och dag över vad i Herrans namn man skulle kunna ta sig till för att i tid öppna folks ögon och göra dem mera medvetna om vad som försiggick omkring dem. [...] Men jag hade inte längre något val, ingen fri vilja. Det hade till slut blivit ett slags kategoriskt imperativ som obönhörligt pockade på att något måste göras och göras genast – det tålde intet vidare uppskov.

## Historia
Det första initiativet till bildandet av Tisdagsklubben togs på en middag hos bokförläggare Johan Hansson i Äppelviken den 28 mars 1940. Närvarande var Amelie Posse, värdparet Johan och Märta Hansson, Gustaf Stridsberg, paret Maj och Yngve Lorents, Torsten Fogelqvist, Bertil Stålhane samt den brittiska pressattachén Peter Tennant. Posse lade då ut sina tankar om en ny organisation och de kom överens om grunderna. Det skulle vara ett strikt hemligt sällskap. Endast särskilt inbjudna, pålitliga antinazister och demokrater fick vara med. Det var de intellektuella, främst författare och journalister, som skulle utgöra grunden i förbundet. De kunde nämligen artikulera sina tankar och argument och skickligt föra den antinazistiska saken. Dessutom hade de kontaktnät ute i landet vilket skulle gynna organisationens spridande. Man skulle inte bara vara en diskussionsklubb, utan också lägga grunden till en motståndsrörelse vid ett eventuell tyskt anfall. Det var därför viktigt att sällskapet förblev hemligt och saknade medlemsförteckningar som kunde leda fienden till de som skulle utgöra motstånd. Till skillnad från Kämpande Demokrati och Nordens Frihet skulle sällskapet samla antinazister från vänster till höger till att samarbeta oavsett ideologiska skillnader.
   

Dagen därpå samlades en utökad skara hos Hanssons förlag Natur & Kultur för att planera ett första möte. De kom fram till att de skulle inbjuda till en diskussionsafton i Årstaklubbens lokaler på Smålandsgatan 20. Gemensamt fördelade man uppgiften att värva deltagare bland bekanta antinazister. Det första mötet var bestämt till den 2 april, men det visade sig att den tilltänkta lokalen då var upptagen, och man sköt på träffen en vecka. Det var alltså av en slump som den första träffen ägde rum tisdagen den 9 april, samma dag som den tyska invasionen av Danmark och Norge inleddes. Ett sextiotal journalister, politiker, författare, företagsledare och professorer var på plats. Posse höll öppningsanförandet och kallade till handling. 
När initiativtagarna till detta möte för något mer en än vecka sedan beslöt sig för att kalla er hit i kväll, hade vi nog på känn att det var bråttom och att inte en dag till fick försittas. Men att detta av oss valda datum skulle bli så historiskt kunde ju ingen ana. Jag har hela dagen uppehållits av telefonförfrågningar om tillställningen ändå skulle bli av och till alla har jag svarat »Nu mer än någonsin«. Det är sent, ohyggligt sent, men dock aldrig för sent. Sedan mer än en månad tillbaka har jag hållits underrättad om tyskarnas planer i Norge, vilka engelsmännen kände till ända sedan slutet av november. [...] Av alla tecken att döma kommer väl turen härnäst till oss – i den ena eller andra formen. kanske redan inom de närmsta dagarna.

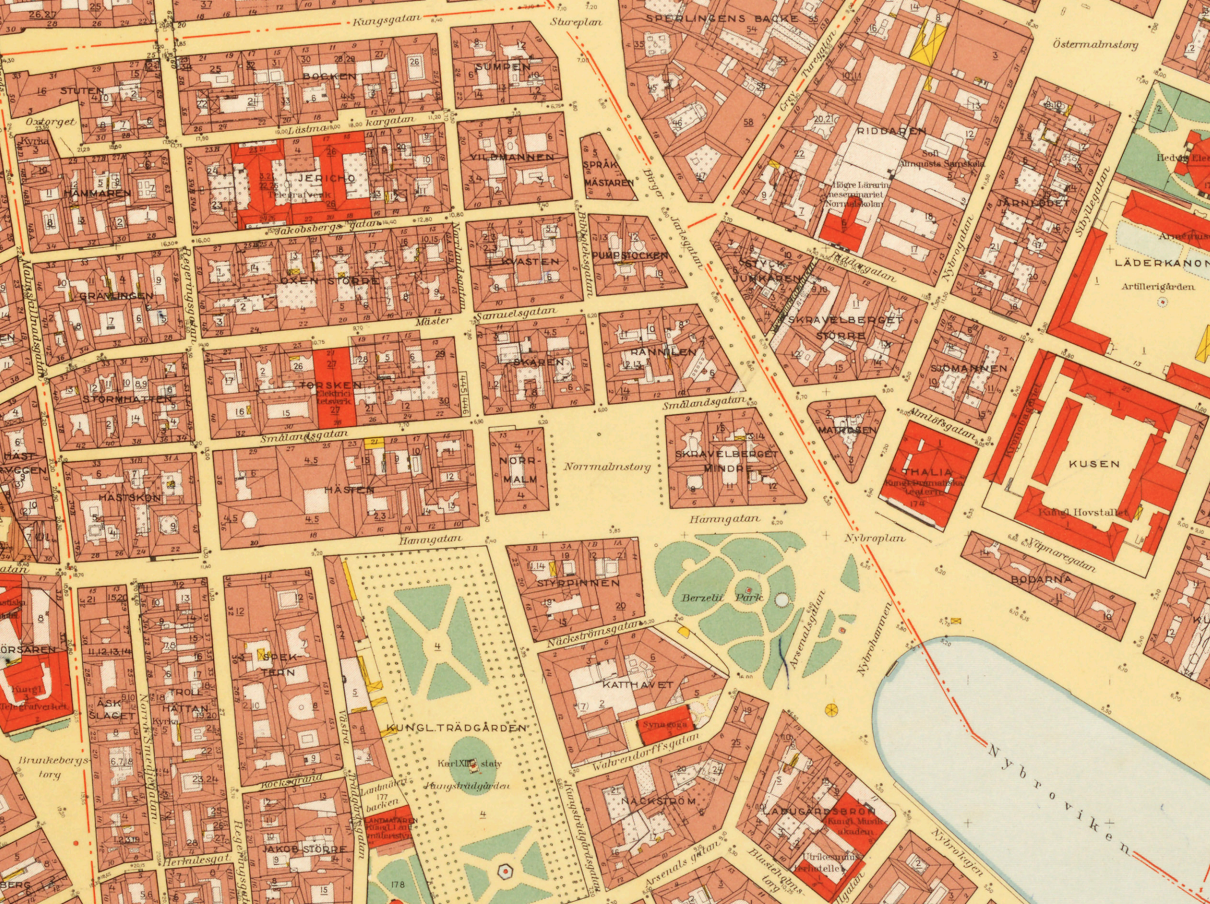
Karta från 1938 över området kring Tisdagsklubbens lokaler på Smålandsgatan 20, strax nordväst om Norrmalmstorg (kv. Skären)

För att få igång bildandet av filialer runt om i landet fick deltagarna i det första mötet i Tisdagsklubben lämna tips om pålitliga och likasinnade antinazister. Dessa blev mottagare av ett sorts hemligt upprop som informerade om klubbens bildning. Klubbens syfte definierades som "den oryggliga viljan att i denna farofyllda tid stärka Sveriges inre front och organisera det andliga motstånd emot det som nu hotar vår frihet". De uppmanade också mottagarna av brevet att "var och en i sin stad, utan panik, sensationslystnad eller spionskräck observera och till statsmyndigheterna anmäla sådana utslag av osvenskt sinnelag, som skulle kunna anses härleda från utländsk propaganda och under givna omständigheter slå över i landsförräderi". Ambitionen var alltså att samverka med myndigheter och polis i att sätta dit nazistisk aktivitet. Uppropsmottagarna fick i uppgift att gå igenom sin bekantskapskrets efter pålitliga personer som var villiga att arbeta helhjärtat för att värna det fria och demokratiska samhällsystemet. De uppmanades bilda lokala klubbar runt om i landet, som likt Tisdagsklubben skulle bedriva studiecirklar där man diskuterade och informerade om utvecklingen på kontinenten och Sveriges roll i försvaret mot nazismen. Klubbarna ute i landet skulle vara fristående från Tisdagsklubben, som dock kunde bistå med expertis och utskick av material.
Den första tiden efter klubbens bildande arbetade Amelie Posse främst med att göra listor på misstänka nazistsympatisörer. Medlemmarna började skugga sällskap med tyskar och personer med misstänkt beteende. De lämnade en lista till polisen på 68 personer varav 4 generaler och 15 överstar. Dessa hade troligen sitt ursprung i Posses son Slávos material om medlemmar i SSS. Återigen var intresset från myndigheter svagt och med tiden kom rapporteringen av "osvensk verksamhet" att utgöra en mindre viktig del i klubbens arbete. Mycket av det material som skickades ut från klubben kom fram till polisen. Sannolikt fanns det en del läckor i klubben, samtidigt som Posse själv försåg polisen med visst material för att övertyga dem om klubbens goda syften.

### Regler
Tisdagsklubben arbetade utan formella stadgar, men klubben hade två regler som tillkommit på Amelie Posses initiativ. Den första var att inga utlänningar fick närvara på mötena. Detta visade sig redan vid det första initiativet till klubbens bildande hemma hos Johan Hansson den 28 mars 1940. Den brittiska pressattachén Peter Tennant tvingades då lämna huset och sätta sig i sin bil medan de övriga diskuterade. Tennant stod Posse och klubben mycket nära men var aldrig med på något möte av denna anledning. Regeln ändrades senare till att inga icke-skandinaviska flyktingar fick medverka, och flera danska och norska flyktingar bjöds in för att hålla föredrag om förhållandena i de ockuperade grannländerna.

#### Förbud mot judiska medlemmar
Den andra regeln, som var mer kontroversiell, var att inga judar fick vara med. Enligt Posse var detta för att Tisdagsklubben "skulle bli mera slagfärdig om vi kunde bevisa att det varken låg judiskt initiativ eller judiskt kapital bakom den. I all synnerhet som kampen mot antisemitismen just var en av de viktigaste punkterna på vårt program". Hon menade också att det var lättare för klubbens medlemmar att visa att de inte agerade utifrån egenintresse, utan utifrån sitt samvete och sin rättskänsla, om inte judiska medlemmar accepteras. Regeln var inte utan kritiker i klubben. Israel Holmgren ansåg att det var en "osvensk synpunkt som luktar Tyskland långa vägar". Han ställde sig också frågande till vilka som ansågs vara judar, exempelvis om någon med en judisk förälder ansågs som jude. Ordföranden Anders Örne höll med om att det var problematiskt, men påpekade att Tisdagsklubben ville "undvika att bli en utpräglad semitisk sammanslutning". En annan kritiker var Vilhelm Moberg, som ibland dök upp på mötena. Enligt honom begick klubben ett misstag då den uteslöt judar: "Den hade ju så att säga råkat gå motståndarna tillhanda genom att indirekt erkänna skillnad mellan raser – även om syftet varit det bästa". Vid speciella tillfällen kunde klubben dock tillåta judiska gäster, bland annat när gästföreläsaren Hugo Valentin talade om antisemitism.

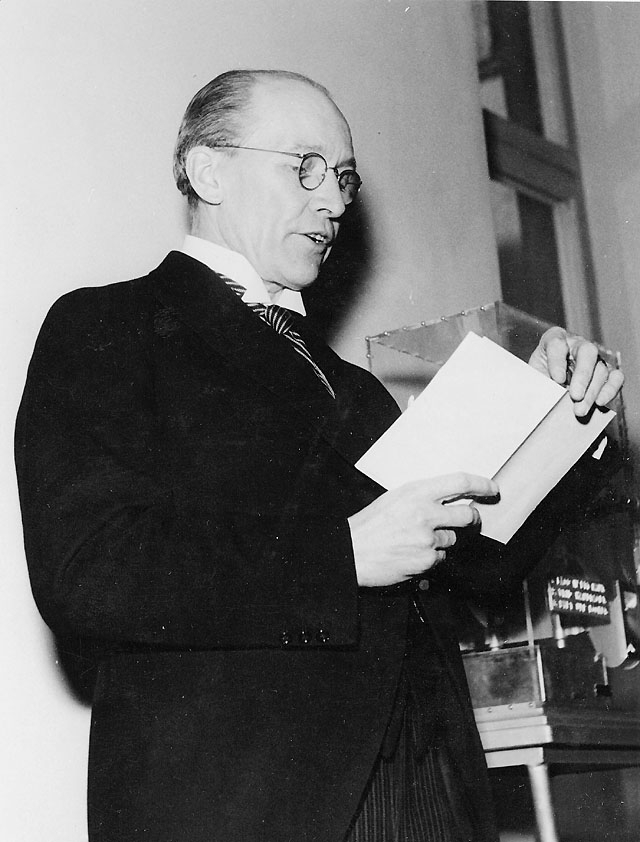
Tisdagsklubbens ordförande, Postverkets generaldirektör Anders Örne. Foto 1944.

### Krigsslutet och Tisdagsklubbens upplösning
I takt med att den nazistiska krigslyckan vände blev de svenska myndigheterna mer positivt inställda till antinazisterna. Tisdagsklubben kunde allt mer verka utan rädsla för repressalier. På klubbens femårsdag 9 april 1945 blev Tisdagsklubben för första gången allmän vetskap, då Posse medverkade i en intervju i Dagens Nyheter med titeln Tisdagsklubben blåser signalen "faran över". Den 12 april 1945 upplöstes slutligen Tisdagsklubben. Officiellt gjordes det som en tribut till den nyligen avlidna Torgny Segerstedt, chefredaktör för Göteborgs Handels- och Sjöfartstidning som under hela kriget höll en tydligt anti-nazistisk linje. I realiteten hade Tisdagsklubben i och med Nazitysklands stundande fall spelat ut sin roll. Den 7 maj 1945 kapitulerade slutligen den tyska krigsmakten och kriget i Europa var över.

## Verksamhet
Tisdagsträffarna på Årstaklubben var från början tänkta att främst bestå av genomgångar av konkreta uppgifter och åtgärder mot nazismen. Efter hand kom istället träffarna att utvecklas till föredragsaftnar. Utöver klubbens medlemmar spårades experter och talare verksamma både i Sverige och utomlands upp som var villiga att föreläsa gratis. Bland gästföreläsarna fanns exempelvis teologen Natanael Beskow, militären Arvid Eriksson, historikern Hugo Valentin och den norska författarinnan Sigrid Undset.
Även om en av klubbens grundförutsättningar var att inget medlemsregister skulle finnas, visade det sig nödvändigt att upprätta ett kartotek med namn och adresser på mottagare av utskickat material och inbjudningar. Eftersom klubben skulle hållas hemlig kunde personer inte dyka upp på tisdagsträffarna hur som helst. En särskild inbjudningslapp med namn, mötestid och det ämne som skulle diskuteras skickades ut. Årstaklubbens lokaler bestod av tre rum med skjutdörrar emellan, och personer släpptes inte in förrän de visat sin kallelse vid entrén och fått sitt namn avbockat. Detta för att undvika att obehöriga kom in, något som skett i början.
Planeringen av det praktiska arbetet flyttades från tisdagar till torsdagar då en mindre skara samlades. En viktig del av verksamheten var att kartlägga nazistisk verksamhet. Genom att ta sig in på nazistiska möten, hålla ett öga på nazister i sitt närområde och läsa igenom den nazistiska pressen byggdes listor på misstänkta nazister upp. De registrerades med beteckningen Z eller ZZ (den värsta sorten). Syftet var från början att rapportera "osvensk propaganda" och landsförrädisk verksamhet till polisen, men detta avtog då myndigheternas ointresse var tydligt. Bokstavsbeteckningar gjordes också för icke-nazister. W betecknades de som kände "Wahlverwandtschaft" (ung. samhörighet) med Tyskland och som kanske medvetet eller omedvetet anammade tyskarnas argument, och X för de som var politiskt likgiltiga inför nazismen. Dessa grupper var värda att tala till rätta om nazismens fasor. O stod för opålitlig och P för pålitlig antinazist. Det var viktigt att bekanta sig med "P-folk" ute i landet som kunde grunda systerklubbar och sprida rörelsen. Sist ut var A-folket, de aktiva inom klubben. Det var dessa som drev den så kallade A-linjen.
En annan del av verksamheten var information och påverkan. Det stora antalet som var likgiltiga inför nazismen skulle bli medvetna om dess fasor. Genom distribuering av flygblad, trycksaker och artiklar från antinazistiska tidningar väcktes opinion. Även censurerade böcker såldes genom klubben, och klubben hade filmvisningar där censurerade filmer som Pimpernel Smith och Charlie Chaplins Diktatorn visades. Tisdagsklubben hade också planer på att ge ut en tidning. Pengarna räckte dock inte till och utgivningen blev aldrig av. Underrättelsetjänsten, som var väl medvetna om planerna, trodde att klubben hade planer på att köpa upp Aftonbladet. Aftonbladet var under Torsten Kreugers ägande utpräglat protysk och genom ett förvärv hade en tyskvänlig tidning kunnat elimineras. I realiteten var det aldrig ett alternativ att köpa upp Aftonbladet. Behovet av en kvällstidning som protesterade mot nazismen täcktes dels av den socialdemokratiska Aftontidningen som startade 1942, dels i och med Expressens grundande 1944. Bland Expressens medgrundare fanns tisdagsklubbsmedlemmen Ivar Harrie, som också blev tidningens första chefredaktör.
Tisdagsklubbens spridning i landet var begränsad till de större städerna. Snart efter Tisdagsklubbens bildande grundades Veckoklubben, en motsvarande men fristående klubb i Göteborg. Där ingick bland andra Tom Söderberg, Alf Munthe, Curt Weibull, Gustaf Åkerman, Knut Persson, Hugo Höglund, Kerstin Felix och Ingrid Segerstedt Wiberg. I Malmö och Lund bildades en filial med namnet Diskussionsklubben, och även i Uppsala fanns en systerklubb.

### A-linjen
Tisdagsklubbens verksamhet bestod inte bara av föreläsningar och kartläggning av nazister. En av klubbens främsta syften var att grunda för en motståndsrörelse vid en tysk ockupation. Detta arbete gick under namnet A-Linjen. Amelie Posses ambition var att klubben skulle utgöra grunden för en svensk motståndsrörelse vid eventuell tysk ockupation. I Posses öppningstal för klubben den 9 april 1940 berättade hon om hur motståndsrörelsen i Tjeckoslovakien var organiserad. Organisationerna där var uppbyggda i ett cellsystem, där varje cell bestod av fem personer. Varje cell hade en ledare, och det var endast celledaren hade kontakt med andra celler. Enligt Posses anteckningar kunde dess organisering liknas vid en kon med mycket bred bas, där cellerna var hierarkiskt organiserade. Högst upp satt de översta, mest pålitliga ledarna. Dessa hade fem celler under sig som i sin tur såg över en cell och så vidare. Varje cells ledare hade endast kontakt med ledaren i cellen "över" och "under". Därmed skulle avslöjandet av en cell inte innebära att hela motståndsrörelsen raserades.
Denna modell ville Posse få till även i Sverige. Hon påpekade att detta system endast tillämpats i Tjeckoslovakien efter tyskarnas invasion. Genom att redan ha en förberedd organisation skulle den svenska motståndsrörelsen bli mer effektiv och svårare att bekämpa. Målet var att bilda ett nät av celler som täckte hela landet och skulle kunna utgöra det första ledet i motståndet vid en tysk invasion och ockupation. Ambitionen att bilda en förberedd motståndsrörelse över hela landet misslyckades, även om A-linjen enligt Posse själv hade god täckning på Skånes västkust och i de värmländska skogarna längs med den norska gränsen, det vill säga de trakter som först skulle angripas vid en invasion.
Ett konkret sätt som Tisdagsklubben förberedde sig för en invasion på var att förse cellerna med radiosändare. Genom att se till att A-linjens folk lärde sig morsetelegrafering hoppades de kunna upprätthålla kontakten mellan motståndsnästena vid en ockupation. Apparaterna införskaffades med hjälp av Peter Tennant. Telegrafiverksamheten avslöjades nästan då cellmedlemmen Karl Gösta Johansson från Norrköping ertappades utanför brittiska legationen i Stockholm med en engelsk radiosändare. Säkerhetstjänsten förstod att Johansson var knuten till Tisdagsklubben, och Amelie Posse togs i förhör. De hoppades få bevis på Tisdagsklubbens band till brittiska legationen men misslyckades med detta. Istället drog säkerhetstjänsten slutsatsen att Johansson tillhörde en syndikalistisk radioorganisation. Trots episoden med Karl Gösta Johansson och säkerhetspolisens i övrigt omfattande övervakning av Tisdagsklubben lyckades polisen aldrig upptäcka A-linjen. Det var den enda del av verksamheten som i praktiken förblev fullständigt hemlig.

### Koppling till brittiskt spionage

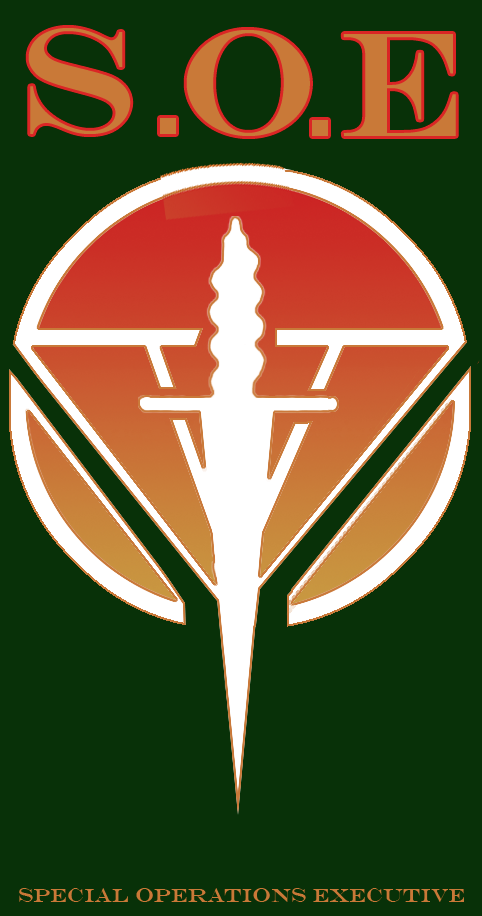
Amelie Posse var en del av den brittiska underrättelseorganisationen Special Operations Executive

Amelie Posse var också brittisk spion. Tidigare hemligklassade handlingar från brittiska säkerhetstjänstens arkiv visar att Amelie Posse var en av de viktigaste brittiska agenterna i Sverige. Hon ingick i den hemliga organisationen Special Operations Executive (SOE). SOE:s uppgift var att bedriva spionage och sabotage i ockuperade och neutrala länder. Den svenska verksamhetschefen och Posses kontakt var agent nr 4401 Malcolm Munthe, son till svenska drottningen Victorias personliga läkare Axel Munthe. Malcolm Munthe har av vissa pekats ut som ansvarig för Krylbosmällen, då ett tyskt tåg med ammunition sprängdes på väg från Norge till Finland. Munthe utvisades efter händelsen och tog själv på sig händelsen några år före sin död. Britterna ansåg att Posses arbete var mycket viktigt. I en rapport till det brittiska högkvarteret i januari 1942 skrev Munthe att Posse hade "vidsträckta kontakter inte bara i Sverige utan genom hela Europa, och hennes italienska och tjeckiska kontakter har visat sig mycket användbara". Posse vägrade i början ta emot betalt för sitt arbete, men efter Munthes uppmaning beslutade det brittiska underrättelsehögkvarteret att betala henne 500 kronor i månaden.
Amelie Posses stora kontaktnät visade sig bland annat användbart när hon i november 1940 kopplade samman britterna med den svenske direktören John Helge Walter, som hjälpt Posse fly från Tjeckoslovakien. Walter menade att han via sina kontakter i Italien fått veta att den italienska flottan var villiga att överlämna sig till britterna efter sitt misslyckande vid slaget vid Taranto, och erbjöd sig se till att affären gick i lås. Winston Churchill meddelade Amelie Posse via telegram att britterna "gladeligen kommer motta alla fartyg från den italienska flottan som kommer över". Helge Walter reste flera gånger till Italien i syfte att förhandla med italienarna, för vilket han fick betalt av britterna. Han lyckades aldrig ro i land en överenskommelse, och i november 1942 greps han av den svenska polisen och dömdes i mars 1943 till ett års straffarbete för olovlig underrättelseverksamhet. Hur pass mycket av Walters påståenden som stämde är oklart, och enligt Peter Tennant litade britterna allt för mycket på honom. I själva verket dröjde det till september 1943 innan Italien bytte sida i kriget och merparten av den italienska flottan anslöt till de allierade.

## Polisens övervakning av klubben
Direkt efter Tisdagsklubbens grundande visade polisen intresse för verksamheten. Tidigare hemligstämplade handlingar i säkerhetspolisens arkiv visar att Amelie Posses telefon började avlyssnas den 13 april 1940, fyra dagar efter klubbens grundande. Posses post kontrollerades och när hon gick ut hade hon ofta säkerhetspoliser efter sig som noterade vilka hon träffade. Åtta dagar efter grundandet av Tisdagsklubben skickade Allmänna säkerhetstjänstens chef Eric Hallgren en skrivelse till socialminister Gustav Möller, där han påtalade vikten av att hålla klubben under övervakning.
Det torde vara överflödigt att framhålla icke blott olämpligheten att en enskild organisation utövar en vaksamhet, som åligger offentlig myndighet, utan också faran av att listor uppgöres och publiceras över personer, som måhända oskyldigt uppgivas vara landsförrädare. Förfarandet kan smitta andra till att förfara på samma sätt och inre stridigheter uppstå i en redan förut kritisk tid. Fru Posses verksamhet måste därför motarbetas. Hon kommer också att av polismyndigheten anmodas nedlägga sin verksamhet och istället till polisen lämna de grundade misstankar hon kan ha.
Flera i regeringen informerades om Hallgrens rapportering och delade hans uppfattning om antinazismens faror. Justitieminister Karl Gustaf Westman varnade allmänheten från att gå med i någon antinazistisk organisation i ett tal i Västerås: "Jag uttalar även en bestämd varning till var och en att gå in i någon hemlig politisk liga. Därigenom har mången kommit ut på det sluttande planet och glidit ned i organisationer med brottsliga syften där han kommit i mörka makters våld". I maj 1940 skrev Försvarsstabens underrättelseavdelning en rapport om klubben i sju avsnitt, som bland annat innefattade en lång lista över medlemmar. Polisens övervakning grundades på 1940 års tvångsmedelslag. Lagen möjliggjorde bland annat kontroll av post och telefonavlyssning. Posse och de andra lärde sig anpassa sitt språk genom användande av täcknamn och kodord. En som kunde uttrycka sig som han ville var Posses goda vän prins Eugen, som genom sin position kunde vara öppen med sin avsky för tyskarna utan att riskera övervakning eller straff. Amelie Posses post- och telegramkontakt kontrollerades fram till januari 1943, medan hennes telefon avlyssnades ända fram till augusti 1944. Totalt fyllde hennes antecknade telefonsamtal 16 pärmar omfattande 2 258 sidor hos Säkerhetstjänsten.
Som del av planeringen inför en potentiell invasion av Sverige började Säkerhetstjänsten i juni 1940 planlägga vilka svenskar som skulle gripas vid ett anfall av främmande makt. Detta för att förhindra att svenskar vars lojaliteter ansågs ligga hos ett annat land skulle kunna utföra stödjande aktioner för en invaderande makt. Utöver ett eventuellt anfall av axelmakterna respektive Sovjetunionen fanns ett scenario för ett anfall från Storbritannien och dess allierade. Värt att nämna är att de allierade under finska vinterkriget hade planer på att invadera Narvik i Norge och rentav ockupera Kiruna och Luleå för att stoppa den svenska exporten av järnmalm till Tyskland, samt hade planer på att spränga hamnen i Oxelösund genom den så kallade Rickmanligan. Efter Norges fall var en brittisk invasion dock i praktiken omöjlig. Ändå gjordes långa listor på så kallade Englandssympatisörer som skyndsamt skulle gripas vid en invasion. Bland dessa nämndes specifikt ledningarna i Tisdagsklubben och Förbundet Kämpande Demokrati som särskilt intressanta för observation. En person behövde inte vara medlem i en antinazistisk organisation för att listas, det räckte med en prenumeration på Trots allt! för att nämnas. Registreringarna pågick ända till november 1944, alltså långt efter den tyska krigslyckan hade vänt. Totalt var det 3 183 englandssympatiserande demokrater som registrerades.

## Betydelse
Tisdagsklubbens effekt på folkopinionen och Sveriges handlingar under andra världskriget är omdiskuterad. Till skillnad från andra antinazistiska grupper hade Tisdagsklubben inte ambitionen att bli en massrörelse. Eftersom klubben skulle hållas hemlig var det en liten skara särskilt inbjudna som utgjorde medlemsbasen. Medlemmarna bestod till stor del av intellektuella och de var övertygade antinazister. Det saknas konkreta uppgifter om hur effektiva Tisdagsklubben var i att faktiskt bilda opinion mot nazismen hos tidigare ambivalenta eller tyskvänliga personer. Flertalet gamla medlemmar menar dock att materialet som skickades ut i landet bidrog till att stärka gemenskapen och höja kampmoralen mot nazisterna. Medlemmen Ivan Pauli hävdade i en intervju i Morgon-Tidningen 1949 att klubbens främsta bedrift var att den utgjorde en "samlingspunkt och inspirationskälla för den inre motståndskraften i vårt land". En annan som stod klubben nära och beskrivit dess viktiga roll är Peter Tennant. Han lyfter särskilt Amelie Posses betydelse för klubbens arbete.
Hennes verksamhet i och utanför Tisdagsklubben var kanske inte mer än ett irritationsmoment för regeringen och föremål för både tyska och svenska nazisters raseri. Men den nådde ut till hela landet på ryktets väg och genom distributionen av informationsblad som stärkte den nationella moralen som annars var låg på grund av regeringens eftergifter inför de tyska hoten. Svallvågorna från klubbens verksamhet fördes vidare till Norge och Danmark, och fungerade inte bara som stötta för moralen där i denna mörka tid, utan tjänade också som en påminnelse om att dessa excentriska svenskar var betydligt mer representativa för sitt land än de tråkiga och knäsvaga män som gjorde sådana stora insatser för att förstöra Sveriges goda rykte i Skandinavien och världen som stort.
Eftersom en nazistisk invasion av Sverige aldrig inträffade vet vi inte hur väl Tisdagsklubbens förberedelser till en motståndsrörelse hade stått sig vid en ockupation. De flesta medlemmar var högljudda med sitt motstånd mot nazismen och genom den svenska underrättelsetjänstens goda kunskap om klubbens medlemmar hade stora delar av klubbens ledarskap sannolikt gripits vid en ockupation, varvid rörelsen hade försvagats. Det finns heller ingen information om hur pass utvecklat cellnätet ute i landet faktiskt var. För de flesta inblandade i klubben var det främst diskussionerna som var av betydelse. Det var en period som präglades av kampanjen En svensk tiger, vilken uppmanade svenskarna att hålla tyst om svenska angelägenheter. I klubben fann många en fristad där man kunde tala fritt och kritisera samlingsregeringens eftergiftspolitik till Nazityskland. Det hade en psykologiskt viktig effekt för medlemmarna, som hade känslan av att de sysslade med något viktigt och att de genom sitt arbete försvarade demokratin. En som lyft fram Tisdagsklubbens funktion som samlingspunkt för antinazisterna är medlemmen Greta Bohlin. Under sitt alias Corinna skrev hon om Tisdagsklubbens betydelse i Svenska Dagbladet den 11 april 1945, dagen innan klubbens upplösning.
Vad Tisdagsklubben är och vad den betytt under ofärdsåren, det fick man på sammankomsten rent besked om. Den har varit en samlingspunkt och kraftkälla för alla dem, som velat värna om den verkliga demokratien, som velat skapa kärnan till en motståndsrörelse “om något skulle hända”, som Amelie Posse uttryckt saken. Den har bildat filialer likt ett nät utöver landet, den har spritt upplysningar och motgift mot nazismen under en tid, då det fria ordet ej var fritt, den har hållit vakt kring de eviga värdena: rätten och friheten. Det manades fram åtskilliga tragiska, patetiska och tragikomiska episoder från de gångna fem årens svenska historia, som inte precis alltid varit så ärorik. [...] Tisdagsklubbens historia, när den skrives, kommer att ge en annan bild av 1940 års Sverige än den officiellt knäsatta.
Tisdagsklubben var den enda antinazistiska rörelsen som samlade såväl socialister, liberaler och konservativa kring en gemensam antinazistisk övertygelse. Även om åsikterna ibland gick isär stärktes gemenskapen mellan tidigare ideologiska ovänner av arbetet mot den gemensamma fienden. Medlemmar som Ivar Harrie och Ture Nerman har lyft den ideologiska bredden som avgörande och menat att det antinazistiska arbetet gjorde krigsåren till en lycklig tid.
| ”                                        | Det var emellertid en underbar tid, dessa kampår för Människovärdet, en tid av solidaritet, utan like från människor utan hänsyn till klasser och partier, en hjärnornas och hjärtanas solidaritet kring de stora eviga mänskliga frihetsvärdena. | „ |
| – Ture Nerman, För människovärdet (1946) | |   |

## Efter kriget
Även efter krigsslutet skedde sporadiska sammankomster med Tisdagsklubbens medlemmar. Vissa av medlemmarna, däribland Vilhelm Moberg, hoppades på en ombildning av Tisdagsklubben riktad mot kommunismen. På våren 1950 tog Amelie Posse initiativ till en återuppståndelse av klubben, men dess verksamhet blev inte långvarig. 1960, tre år efter Posses död, bildades Nya Tisdagsklubben i den gamla klubbens lokaler. Den menade sig verka i den gamla klubbens anda men var inte hemlig. Bland Nya Tisdagsklubbens medlemmar fanns Anne-Marie Bratt, Ellen Hagen, Gillis Hammar, Arvo Horm, bröderna Birger och Ture Nerman, Maja Sandler, Laura Stridsberg och Åke Thulstrup. Nya Tisdagsklubben var starkt antikommunistisk och verkade bland annat mot Förenta Nationernas stöd för den kongolesiska regeringen under Kongokrisen och stod på USA:s och Sydvietnams sida i Vietnamkriget. De engagerade sig också inrikespolitiskt, bland annat för en folkomröstning gällande grundlagsändringen 1974.

## Medlemmar i urval
- Nils Ahnlund, historiker och ledamot i Svenska Akademien samt vice ordförande i Samfundet Nordens Frihet[1]
- Barbro Alving, journalist och författare[63]
- Elsa Björkman-Goldschmidt, författare, journalist och konstnär[64]
- Emil Boldt-Christmas, sjöofficer[65]
- Greta Bolin, journalist och författare[37]
- Georg Branting, politiker (socialdemokrat) och advokat[37]
- Sonja Branting-Westerståhl, politiker (socialdemokrat) och advokat[37]
- Elsa Cedergren, grevinna, ordförande för KFUK och politiker (folkpartist)[66]
- Bo Enander, historiker, författare och journalist, chefredaktör för tidningen NU 1938–1944[67]
- Torsten Fogelqvist, författare och ledamot i Svenska Akademien, avliden 1941[25]
- Ellen Hagen, politiker (folkpartist) och kvinnorättsaktivist[68]
- Johan Hansson, förläggare[1]
- Ivar Harrie, journalist[1]
- Kerstin Hesselgren, politiker (folkpartist)[26]
- Israel Holmgren, läkare och politiker (frisinnad liberal)[69]
- Otto Järte, politiker (högerpartist) och redaktör[67]
- Willy Kleen, miitär och författare[70]
- Karin Kock, nationalekonom och politiker (socialdemokrat)[63]
- Pär Lagerkvist, författare, poet och dramatiker[1]
- Folke Lindberg, historiker och författare[67]
- Hugo Lindberg, advokat[37]
- Anna Lindhagen, politiker (socialdemokrat) och kvinnorättsaktivist, avliden 1941[71]
- Maj Lorents, översättare[25]
- Yngve Lorents, historiker, skribent och redaktör[25]
- Frank Martin, ryttare och militär[67]
- Vilhelm Moberg, författare och dramatiker[1]
- Alva Myrdal, diplomat och politiker (socialdemokrat)[72]
- Gunnar Myrdal, nationalekonom och politiker (socialdemokrat)[72]
- Ture Nerman, journalist, politiker (socialdemokrat) och chefredaktör för tidningen Trots allt![1]
- Bertil Ohlin, nationalekonom och politiker (folkpartist)[73]
- Ivan Pauli, politiker (socialdemokrat)[56]
- Gregor Paulsson, konsthistoriker[37]
- Anders Yngve Pers, redaktör och journalist[67]
- Jakob Petterson, politiker (folkpartist), borgmästare i Södertälje 1896–1946[69]
- Amelie Posse, författare och konstnär[1]
- Sven Rinman, bibliotekschef och författare[67]
- Hanna Rydh, arkeolog, kvinnorättsaktivist och politiker (folkpartist)[66]
- Naima Sahlbom, kemist[63]
- Vilhelm Scharp, litteraturvetare och historiker[38]
- Karin Schultz, journalist och radiokritiker samt ordförande i Förbundet kämpande demokrati[74]
- J. A. Selander, journalist och chefredaktör för Eskilstuna-Kuriren[67]
- Sten Selander, poet och botaniker[37]
- Frans Severin, politiker (socialdemokrat) och chefredaktör för Aftontidningen 1942–1951[67]
- Marika Stiernstedt, författare[1]
- Herman Stolpe, kooperatör och skriftställare[63]
- Gustaf Stridsberg, journalist vid Svenska Dagbladet, avliden 1943[25]
- Laura Stridsberg, bibliotekarie och museitjänsteman[75]
- Fredrik Ström, författare och politiker (socialdemokrat)[67]
- Bertil Stålhane, kemist och skriftställare[25]
- Ragnar Svanström, historiker och förläggare[67]
- Åke Thulstrup, författare och journalist[67]
- Josua Tillgren, läkare[37]
- Herbert Tingsten, statsvetare och författare, från 1946 chefredaktör för Dagens Nyheter[56]
- Victor Vinde, författare och journalist[67]
- Ruben Wagnsson, ämbetsman och politiker (socialdemokrat)[67]
- Lydia Wahlström, författare[26]
- Harald Wigforss, journalist, chefredaktör för tidningen Nordens frihet 1940–44, därefter redaktör på Göteborgs Handels- och Sjöfartstidning[1]
- Anders Örne, författare, politiker och generaldirektör för Postverket[1]